# Adolf Schilder

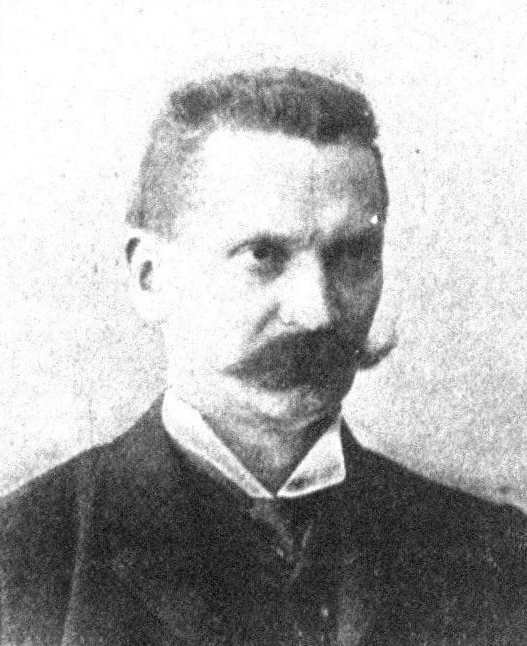
Adolf Schilder als Abgeordneter

Adolf Schilder (geboren 22. Mai 1873 in Olmütz, Österreich-Ungarn; gestorben 21. Januar 1957 in Nenzenheim, Bayern) war ein sudetendeutscher Landwirt und Politiker.

## Leben
Adolf Schilder war ein Sohn des höheren Finanzbeamten Johann Schilder. Schilder heiratete 1912 Sofie Rittenauer und war in zweiter Ehe seit 1940 mit Emilie Handke verheiratet. 
Schilder besuchte von 1883 bis 1891 das Erste deutsche Staatsgymnasium in Brünn und anschließend die „Königlich Böhmische Landwirtschaftliche Akademie Tetschen-Liebwerd“. Er arbeitete zunächst als Gutsbeamter und war seit 1897 Landwirt und Inhaber der Erbrichterei in Freihermersdorf/Svobodné Heřmanice im Bezirk Freudenthal, Österreichisch-Schlesien. 1918 wurde er Bürger der Tschechoslowakei und 1946 wurde er als Deutschstämmiger aus der Tschechoslowakei vertrieben. Schilder lebte danach in Bayern.
Schilder wurde 1907 als Deutschnationaler bei der Reichsratswahl 1907 im Wahlbezirk Schlesien 9 zum Mitglied des Österreichischen Abgeordnetenhauses gewählt. Ab Dezember 1908 gehörte er zum Nationalverband der deutschfreiheitlichen Abgeordneten, ab Februar 1910 zur Gruppe der Deutschen Agrarpartei im Deutschen Nationalverband. Bei der Reichsratswahl 1911 wurde Schilder in seinem Wahlbezirk vom Sozialdemokraten Hans Jokl abgelöst.